# David Scarpa
David Scarpa (Fort Campbell, ...) è uno sceneggiatore statunitense.

## Biografia
Comincia la sua carriera a Hollywood nel 1998, quando vende uno spec script alla Warner Bros. e il soggetto del film carcerario Il castello alla DreamWorks. Sceneggia poi per la Fox un remake del classico di fantascienza Ultimatum alla Terra, nel quale sostituisce al pericolo di un olocausto nucleare dell'originale quello del riscaldamento globale. Nel 2019 subentra come showrunner per l'ultima stagione della serie televisiva di Prime Video L'uomo nell'alto castello.
In seguito a un adattamento mai concretizzatosi de Il cartello di Don Winslow per la regia di Ridley Scott, Scarpa darà inizio a un prolifico sodalizio con quest'ultimo, per cui sceneggerà i film Tutti i soldi del mondo (2017), Napoleon (2023) e Il gladiatore II (2024).

## Filmografia

### Cinema
- Il castello (The Last Castle), regia di Rod Lurie (2001) - soggetto; sceneggiatura con Graham Yost
- Ultimatum alla Terra (The Day the Earth Stood Still), regia di Scott Derrickson (2008)
- Tutti i soldi del mondo (All the Money in the World), regia di Ridley Scott (2017)
- Napoleon, regia di Ridley Scott (2023)
- Il gladiatore II (Gladiator II), regia di Ridley Scott (2024) - sceneggiatura; soggetto con Peter Craig

### Televisione
- L'uomo nell'alto castello (The Man in the High Castle) – serie TV, episodi 4x05-4x09-4x10 (2019)